# Pirata bryantae
Pirata bryantae là một loài nhện trong họ Lycosidae.
Loài này thuộc chi Pirata. Pirata bryantae được Shigeo Kurata miêu tả năm 1944.